# 印第安聚居地
印第安聚居地（Indian settlement）是加拿大人口普查當中的統計單位，由加拿大印地安及北方事務部負責劃分。這些聚居地裏面，最少會有10名印第安人永久居住於此。一般而言，這些地區位於聯邦或地方政府擁有的官地上，而沒有和印第安保留地上的居民一樣的權利。 